# Maddison Bowman
Maddison Michelle Bowman –conocida como Maddie Bowman– (South Lake Tahoe, 10 de enero de 1994) es una deportista estadounidense que compite en esquí acrobático, especialista en la prueba de halfpipe.
Participó en dos Juegos Olímpicos de Invierno, en los años 2014 y 2018, obteniendo una medalla de oro en Sochi 2014, en la prueba de halfpipe. Adicionalmente, consiguió nueve medallas en los X Games de Invierno.

## Medallero internacional
| Juegos Olímpicos | Juegos Olímpicos | Juegos Olímpicos | Juegos Olímpicos |
| Año              | Lugar            | Medalla          | Prueba           |
| ---------------- | ---------------- | ---------------- | ---------------- |
| 2014             | Sochi (Rusia)    | Medalla de oro   | Halfpipe         |

| X Games de Invierno | X Games de Invierno    | X Games de Invierno | X Games de Invierno |
| Año                 | Lugar                  | Medalla             | Prueba              |
| ------------------- | ---------------------- | ------------------- | ------------------- |
| 2012                | Aspen (Estados Unidos) | Medalla de plata    | Superpipe           |
| 2013                | Aspen (Estados Unidos) | Medalla de oro      | Superpipe           |
| 2013                | Tignes (Francia)       | Medalla de bronce   | Superpipe           |
| 2014                | Aspen (Estados Unidos) | Medalla de oro      | Superpipe           |
| 2015                | Aspen (Estados Unidos) | Medalla de oro      | Superpipe           |
| 2016                | Aspen (Estados Unidos) | Medalla de oro      | Superpipe           |
| 2016                | Oslo (Noruega)         | Medalla de plata    | Superpipe           |
| 2017                | Aspen (Estados Unidos) | Medalla de bronce   | Superpipe           |
| 2018                | Aspen (Estados Unidos) | Medalla de oro      | Superpipe           |